# Sajjidowie
Dynastia Sajjidów – dynastia władców indyjskich panująca w okresie 1414–1451.
Założona przez Chizr Chana, byłego gubernatora miasta Multan, rządząca Sułtanatem Delhijskim jako wasal mongolskich władców z dynastii Timurydów. Ostatni z władców dynastii, Alam, zrzekł się dobrowolnie władzy sułtańskiej w zamian za dożywotnią władze w Budaun.

## Władcy dynastii Sajjidów
- Chizr Chan (1414–1421)
- Mubarak Chan II (1421–1434)
- Muhammad IV (1434–1445)
- Alam (1445–1451)